# Jef Mewis
Joseph „Jef“ Mewis (23. března 1931 Antverpy - 10. dubna 2025 Antverpy) byl belgický zápasník, stříbrný olympijský medailista z roku 1956.

## Sportovní kariéra
Pochází ze zápasnické rodiny. Otec Juul patřil k předním zápasníkům meziválečné Belgie. Ve stopách svého otce šel společně s bratrem Mauricem po druhé světová válce, kdy oba navštěvovali zápasnický klub Fulton v rodných Atverpách. V roce 1949 se poprvé účastnil belgického mistrovství s muži. Věnoval se současně oboum olympijským zápasnickým stylům, ale známější se stal především jako volnostylař.
V roce 1952 startoval na olympijských hrách v Helsinkách ve volném stylu ve váze do 62 kg, kde vypadl ve třetím kole s Finem Rauno Mäkinenem.
V roce 1956 startoval na olympijských hrách v Melbourne opět ve volném stylu ve váze do 62 kg. Do Austrálie přijel ve výbroné formě, kterou naplno zužitkoval a stal se jedním z největších překvapení olympijského turnaje. Ve čtvrtém kole porazil verdiktem sudích 3-0 sovětského reprezentanta Linara Salimullina a v souboji o zlatou olympijskou medaili nastoupil proti favorizovanému Japonci Šózó Sasaharovi. Vyrovnané finále prohrál těsným verdiktem 1-2 a získal stříbrnou olympijskou medaili. V roce 2017 se v rozhovoru přiznal, že ho těsná porážka doposud mrzí.
Na olympijských hrách startoval ještě v roce 1960 a 1964. V roce 1964 na olympijských hrách v Tokiu poprvé v řecko-římském stylu. V obou případech byl vyřazen před branami pátého kola. Sportovní kariéru ukončil koncem šedesátých let dvacátého století. Věnoval se trenérské práci.
Jeho stříbrná olympijská medaile z roku 1956 je pro Belgii z olympijského zápasu stále poslední a pro současnou generaci belgických zápasníků nedosažitelná. Dřívější popularita olympijského zápasu byla v Belgii od sedmdesátých let dvacátého století nahrazena judem a dalšími úpolovými sporty původem z východní Asie.